# Municipio de Homewood
El municipio de Homewood (en inglés: Homewood Township) es un municipio ubicado en el condado de Franklin en el estado estadounidense de Kansas. En el año 2010 tenía una población de 532 habitantes y una densidad poblacional de 6,79 personas por km².

## Geografía
El municipio de Homewood se encuentra ubicado en las coordenadas 38°30′13″N 95°23′16″O / 38.50361, -95.38778. Según la Oficina del Censo de los Estados Unidos, el municipio tiene una superficie total de 78.37 km², de la cual 77,82 km² corresponden a tierra firme y (0,7 %) 0,55 km² es agua.

## Demografía
Según el censo de 2010, había 532 personas residiendo en el municipio de Homewood. La densidad de población era de 6,79 hab./km². De los 532 habitantes, el municipio de Homewood estaba compuesto por el 96,8 % blancos, el 0,56 % eran afroamericanos, el 0,56 % eran amerindios, el 0,19 % eran de otras razas y el 1,88 % eran de una mezcla de razas. Del total de la población el 1,5 % eran hispanos o latinos de cualquier raza.